# Lew Worobjow
Lew Wasiljewicz Worobjow, ros. Лев Васильевич Воробьёв, (ur. 24 lutego 1931 w Borowiczi w obwodzie moskiewskim; zm. 12 maja 2010) – radziecki kosmonauta, pułkownik lotnictwa.

## Życiorys
Szkołę średnią ukończył w rodzinnym Borowiczi w 1946. Trzy lata później (1949) został absolwentem specjalnej (przygotowawczej) średniej szkoły sił powietrznych w Kijowie. Po zakończeniu w 1952 nauki w Batajskiej Wyższej Wojskowej Szkole Lotnictwa (ВАУЛ) pozostał przez jakiś czas na uczelni. Później przeszedł do służby w lotnictwie. Był m.in. dowódcą skrzydła w pułku lotnictwa myśliwskiego stacjonującego w obwodzie czelabińskim. Latał w nim na samolotach typu MiG-15. Kwalifikacje „oficera z wyższym wykształceniem wojskowym” uzyskał w 1961 na Wojskowej Akademii Lotniczej. Do momentu przyjęcia do oddziału kosmonautów był pilotem lotnictwa szturmowego i stacjonował na Sachalinie.
 W 1962 zgłosił swoją kandydaturę do kolejnego naboru kosmonautów. Przeszedł badania w Centralnym Wojskowym Naukowo-Badawczym Szpitalu Lotnictwa (ЦВНИАГ) i otrzymał skierowanie do Centralnej Lotniczej Komisji Lekarskiej (ЦВЛК), gdzie pomyślnie przeszedł kolejne kwalifikacje. 10 stycznia 1963 – został członkiem drugiej grupy (WWS-2) kosmonautów radzieckich. Do stycznia 1965 przeszedł podstawowy kurs przygotowawczy dla kosmonautów (ОКП). Po zdanych egzaminach został skierowany do wojskowego programu kosmicznego. W latach 1966–1969, z grupą innych kosmonautów, szkolił się do lotu na wojskową stację kosmiczną Ałmaz. Uczestniczył również w przygotowaniach do lotu statków kosmicznych Sojuz 4 i Sojuz 5 (1968–1969) oraz do grupowego lotu statków Sojuz 6, 7 i 8. Od listopada 1969 do lipca 1971 trenował w ramach programu Kontakt (próby na orbicie okołoziemskiej węzłów cumowniczych dla załogowych pojazdów księżycowych). Był dowódcą załogi Sojuza. Początkowo jego partnerem był Wiktor Pacajew, później Nikołaj Rukawisznikow a od sierpnia 1970 Walerij Jazdowskij. Loty ostatecznie zostały odwołane a załogi rozformowane. Po zakończeniu programu Kontakt Worobjow powrócił do grupy kosmonautów szkolonych na potrzeby wojskowej stacji kosmicznej Ałmaz (1971–1973). Na początku 1973 uczestniczył w programie Spiral, a później został mianowany dowódcą pierwszej załogi statku kosmicznego Sojuz 13. Miał to być lot autonomiczny. Inżynierem pokładowym misji został Walerij Jazdowskij. W grudniu 1973, na kilka dni przed planowanym startem, załoga Worobjowa została zamieniona przez załogę rezerwową - Piotra Klimuka i Walentina Lebiediewa. Przyczyną była niezgodność psychologiczna Worobjowa i Jazdowskiego. W 1974 został dowódcą pierwszej, podstawowej załogi stacji kosmicznej Salut 4. Razem z nim miał lecieć Walerij Riumin. Worobjow nie przystąpił jednak do przygotowań, ponieważ 28 czerwca 1974 dowództwo sił powietrznych skreśliło go z listy kosmonautów (z uwagi na stan zdrowia). Pozostał jednak w Centrum Wyszkolenia Kosmonautów im. J. Gagarina, gdzie służył do na różnych stanowiskach do momentu zwolnienia ze służby wojskowej tj. 11 listopada 1986 (z uwagi na osiągnięty wiek). Odznaczony orderem Czerwonej Gwiazdy (1982) i innymi okolicznościowymi medalami.